# Julius Pohlig
Julius Pohlig (Leichlingen, 17 de novembro de 1842 - Colônia, 30 de janeiro de 1916) foi um engenheiro, industrial e professor alemão, pioneiro na construção de teleféricos, dos quais um dos mais notáveis foi o Bondinho do Pão de Açúcar, no Rio de Janeiro.

## Juventude e educação
Seus pais eram o padeiro Johann Peter (1799-1875) e Anna Margaretha Pohlig née Rehborn (1805-1863). Pohlig estudou engenharia mecânica na Universidade Técnica de Karlsruhe e, depois de se formar em 1865, trabalhou como engenheiro consultor no Friedrich-Wilhelm-Hütte em Troisdorf. Em 1867 mudou-se para a escola particular de comércio de construção de Siegen como professor de matemática, engenharia mecânica e construção de moinhos. Depois que a escola foi dissolvida, ele ensinou máquinas de mineração, mecânica e desenho técnico na Royal Mining School em Siegen. Aqui ele ainda foi registrado como professor em 1878 e realizou experimentos de evaporação com máquinas a vapor naquela época.  Julius Pohlig juntou-se à Associação de Engenheiros Alemães (VDI) em 1870 e foi um dos membros fundadores da associação distrital de Siegen da VDI, juntamente com Heinrich Macco e Theodor Peters, entre outros.

## Empreendedores
O primeiro teleférico aéreo foi construído por Adam Wybe em 1644. A invenção dos modernos teleféricos equipados com cabos de suspensão e tração está intimamente associada aos nomes Theobald Obach, Franz Fritz Freiherr von Dücker (1827-1892; recebeu uma patente para a ferrovia de dois cabos em 1861), Julius Pohlig e Adolf Bleichert.
Já em 1873, Pohlig fabricou o primeiro teleférico de material na região de Siegerland e especializou-se na construção de teleféricos para uso no transporte de carvão e minério nas minas. Em 1874 fundou a firma de J. Pohlig em Colônia e Theobald Obach em Viena, para a qual adquiriu todas as patentes de Theodor Otto em 1892 e que continuou como J. Pohlig AG a partir de 1 de julho de 1899. Nesse meio tempo, Pohlig mudou-se para Colônia em 1890, onde a fábrica Pohlig foi construída em Colônia-Zollstock em 1894, de acordo com os planos do arquiteto Peter Gaertner, que foi ampliado em 1912. Inicialmente, a fábrica construiu teleféricos de material, como o teleférico de escória para o Bremer Hütte em Geisweid, que foi colocado em operação em abril de 1900. Por causa dos cabos de aço usados nos teleféricos, ele vinha cooperando com a Carlswerk de Colônia, uma subsidiária da Felten & Guilleaume, desde cerca de 1900. Em 1901, uma filial foi estabelecida em Berzdorf. Em 1903, Pohlig deixou a empresa após um fracassado compromisso estrangeiro.  O novo conselho de administração foi Georg Zapf, um gerente da Carlswerk, que havia adquirido uma participação majoritária na J. Pohlig AG desde 1929. Seu filho Julius Pohlig Junior também foi promovido ao conselho em 1903.
Em 1927, a empresa austríaca de construção de teleféricos Förderanlagen Bau- und Betriebs- Aktiengesellschaft (Fabbag) foi adquirida pela Pohlig.  No mesmo ano, a Gesellschaft für Förderanlagen Ernst Heckel teve que ser vendida para a Carlswerk de Colônia devido a dificuldades financeiras, e quando a empresa de Leipzig Adolf Bleichert & Co faliu em junho de 1932, a Carlswerk fundou a Bleichert Transportanlagen GmbH em Colônia no mesmo ano como uma empresa de resgate. Em 1933, a J. Pohlig AG foi finalmente adquirida pela Carlswerk, tornando a empresa acionista dos três maiores fabricantes europeus de teleféricos. Quando, em junho de 1946, o Grupo ARBED, com sede no Luxemburgo, adquiriu a maioria de 67,08% das acções da empresa-mãe da Carlswerk, a Felten & Guilleaume, tornou-se também o accionista maioritário destas três empresas de teleféricos.  A partir de 1949, a fábrica de Colônia foi reconstruída por Wilhelm Heidrich e Leonhard Arenz.
Em 1962, a empresa fundiu-se com a Bleichert Transportanlagen GmbH, com sede em Colônia, para formar a Pohlig-Heckel-Bleichert (PHB), que assim se tornou uma das maiores fabricantes de teleféricos do mundo e agora tinha uma fábrica de 42.840 m² em Zollstock. A PHB é detida em 97% pelo Grupo ARBED desde 1977. A fábrica não lucrativa de Berzdorf fechou em março de 1979. Em maio de 1980, a empresa fundiu-se com a Weserhütte para formar a PHB-Weserhütte, que faliu em dezembro de 1987 devido a perdas. Depois que a fábrica foi fechada em 1988, um acordo forçado foi alcançado em 1989. A divisão de teleféricos foi adquirida pela empresa austríaca Doppelmayr. Entre 1994 e 1996, a nova sede do Gothaer Versicherungsbank foi construída no local abandonado do PHB.

## Teleféricos construídos (seleção)
A maioria das instalações construídas pela Pohlig recebeu atenção nacional. A J. Pohlig AG alcançou fama mundial com sua ampla gama de sistemas produzidos para tecnologias de transporte altamente qualificadas de todas as aplicações. A empresa fabricou teleféricos de renome internacional, como o primeiro teleférico de cabine do mundo para transporte público de passageiros em Beacon Hill, em Hong Kong, em 1908, seguido pela abertura da segunda seção em 18 de janeiro de 1913, o teleférico para o Pão de Açúcar, no Rio de Janeiro. 1914 Construção de um teleférico para a construção da linha ferroviária Liblar-Dernau (aterro ferroviário estratégico) em Marienthal, 1928 um teleférico para o Bürgeralpe perto de Mariazell (ainda iniciado por Fabbag), 1929 para Table Mountain na Cidade do Cabo, 1951 a Wallberg Railway, 1954 o teleférico em Rüdesheim am Rhein e a Rietburg Railway perto de Rhodt abaixo de Rietburg ou em 1955 a reconstrução do teleférico para o Zugspitze. Em 1955, Pohlig construiu o teleférico Ehrenbreitstein em Koblenz para formar a Fortaleza de Ehrenbreitstein.

Em março de 1957, o teleférico de Colônia foi o primeiro sistema na Europa a atravessar um rio. Em 27 de abril de 1961, o Untersbergbahn perto de Salzburgo abriu, no mesmo ano o Waldecker Bergbahn, em 1970 o teleférico Wendelstein foi concluído, e em 1972 o Hochgratbahn no Allgäu foi construído.

## Literatura
- Joachim Bauer, Carmen Kohls: Köln unter französischer und preußischer Herrschaft. In: Werner Adams, Joachim Bauer (Hrsg.): Vom Botanischen Garten zum Großstadtgrün – 200 Jahre Kölner Grün. Bachem Verlag, Köln 2001, ISBN 3-7616-1460-8, (Stadtspuren – Denkmäler in Köln 30).
- Werner Flechtner: Leichlinger Köpfe und Charaktere 4: Julius Pohlig (1842–1916), hrsg. von der Sparkasse Leichlingen, Leichlingen 1991
- Ulrich S. Soénius, ed. (2001). «Pohlig, Julius». Neue Deutsche Biographie (NDB) (em alemão). 20. 2001. Berlim: Duncker & Humblot. pp. 589.